# Campeonato de Francia de Rugby 15 1925-26
El Campeonato de Francia de Rugby 15 1925-26 fue la 30.ª edición del Campeonato francés de rugby, la principal competencia del rugby galo.
El campeón del torneo fue el equipo de Toulouse quienes obtuvieron su quinto campeonato.

## Desarrollo

### Primera Fase
- Grupo A
  - RC Narbonne 6 pts
  - Brive 4 pts
  - Châteaurenard 2 pts
- Grupo B
  - US Perpignan 6 pts
  - Lyon OU 3 pts
  - Stade Hendayais 3 pts
- Grupo C
  - US Perpignan 6 pts
  - UA Libourne 3 pts
  - US Cognac 3 pts
- Grupo D
  - Toulouse 6 pts
  - Dax 3 pts
  - Angoulême 3 pts
- Grupo E
  - Stadoceste 5 pts
  - SBUC 4 pts
  - Bergerac 3 pts
- Grupo F
  -  Béziers 5 pts
  - Albi 4 pts
  - Montferrand 3 pts
- Grupo G
  - Toulouse Olympique EC 6 pts
  - Pau 4 pts
  - Toulon 2 pts
- Grupo H
  - Bayonne 6 pts
  - Lézignan 4 pts
  - US Montauban 2 pts
- Grupo I
  - FC Lourdes 6 pts
  - CASG 4 pts
  - AS Bayonne 2 pts
- Grupo J
  - Carcassone 6 pts,
  - SA Bordeaux 4 pts,
  - Boucau 2 pts
- Grupo K
  - Grenoble 6 pts
  - Biarritz  4 pts
  - Limoges 2 pts
- Grupo L
  - Stade Français 5 pts
  - Begles 4 pts
  - Périgueux 3 pts

### Segunda Fase
| Equipo         | Puntos   |
| -------------- | -------- |
| Perpignan      | 6 puntos |
| TOEC           | 4 puntos |
| Stade Français | 2 puntos |

| Equipo      | Puntos   |
| ----------- | -------- |
| Tarbes      | 5 puntos |
| Carcassonne | 4 puntos |
| Grenoble    | 3 puntos |

| Equipo     | Puntos   |
| ---------- | -------- |
| Bayonne    | 6 puntos |
| Narbonne   | 4 puntos |
| FC Lourdes | 2 puntos |

| Equipo    | Puntos   |
| --------- | -------- |
| Toulouse  | 6 puntos |
| Béziers   | 4 puntos |
| Perpignan | 2 puntos |

### Semifinal
| Abril de 1926 | Toulouse | - | Bayonne | 6 - 3 | Bordeaux |

| Abril de 1926 | Perpignan | - | Stadoceste | 0 - 0 |          |
| Abril de 1926 | Perpignan | - | Stadoceste | 6 - 0 | Toulouse |

### Final
| 2 de mayo de 1926 | Toulouse | 11 - 0  | US Perpignan | Parc Lescure, Bordeaux |  |
|                   |          | Reporte |              |                        |  |

| Bandera de Francia |
| Campeón Toulouse   |
| Quinto título      |